# Odlum Brown Vanopen 2015
Die Odlum Brown Vanopen 2015 waren ein Tennisturnier der ATP Challenger Tour 2015 für Herren und ein Tennisturnier des ITF Women’s Circuit 2015 für Damen in Vancouver. Sie fanden zeitgleich vom 17. bis 23. August 2015 statt.